# Spider-Man 2 (album)
Ne doit pas être confondu avec Spider-Man 2 (bande originale).
Pour les articles homonymes, voir Spider-Man 2 (homonymie).
Bandes originales de Spider-Man
Spider-Man
(2002) Spider-Man 2 (score)
(2004)
Spider-Man 2 - Music From and Inspired by, est la bande originale du film de Sam Raimi Spider-Man 2, tous deux sortis en 2004. Cet album reprend deux titres composés par Danny Elfman ainsi que d'autres artistes.

## Liste des titres
| 1.    | Vindicated                                 | Dashboard Confessional       | 3:20 |
| 2.    | Ordinary                                   | Train                        | 3:33 |
| 3.    | Did You                                    | Hoobastank                   | 3:18 |
| 4.    | Hold On                                    | Jet                          | 4:03 |
| 5.    | Gifts And Curses                           | Yellowcard                   | 5:08 |
| 6.    | Woman                                      | Maroon 5                     | 5:08 |
| 7.    | This Photograph Is Proof (I Know You Know) | Taking Back Sunday           | 4:12 |
| 8.    | Give It Up                                 | Midtown                      | 3:42 |
| 9.    | Lucky You                                  | Lostprophets                 | 4:25 |
| 10.   | Who I Am                                   | Smile Empty Soul             | 3:15 |
| 11.   | The Night That The Lights Went Out In NYC  | The Ataris                   | 3:36 |
| 12.   | We Are                                     | Ana Johnsson                 | 3:55 |
| 13.   | Someone To Die For                         | Jimmy Gnecco Feat. Brian May | 5:08 |
| 14.   | Spidey Suite                               | Danny Elfman                 | 4:01 |
| 15.   | Doc Ock Suite                              | Danny Elfman                 | 3:53 |
| .     | Bonus Tracks                               |                              |      |
| 16.   | Raindrops Keep Fallin' On My Head          | B.J. Thomas                  | 3:14 |
| 59:57 |                                            |                              |      |

## Musiques additionnelles
- On entend aussi durant le film, les morceaux[1] suivants, qui ne sont, ni repris sur cet album, ni sur l'album Spider-Man 2 - Original Motion Picture Score. Il s'agit de :
  - Special Delivery
  - Cake Girl
    - Écrit et produit par John Debney

  - Suicide Polka (Traditionnel)
    - Arrangement de R. Schachner
    - Interprété par Happy Bernie Goydish & His Orchestra
    - Avec l'aimable autorisation de Lyra Productions/America Inc.

  - Piano Quintet in A, D.667 (The Trout)
    - Écrit par Franz Schubert

  - The Demonstration
  - Runaway Train
    - Écrits et produits par Christopher Young et Danny Elfman

  - I Only Have Eyes for You
    - Écrit par Al Dubin et Harry Warren
    - Interprété par Peter Cincotti and The Peter Cincotti Trio
    - Avec l'aimable autorisation de Concord Records

  - Stars and Stripes Forever
    - Écrit par John Philip Sousa
    - Interprété par Peter Cincotti and The Peter Cincotti Trio
    - Avec l'aimable autorisation de Concord Records

  - Love is the Sweetest Thing
    - Écrit par Ray Noble
    - Interprété par Peter Cincotti and The Peter Cincotti Trio
    - Avec l'aimable autorisation de Concord Records

  - Suite n° 2 en B Mineur
    - Écrit par Jean-Sébastien Bach

  - Bridal Chorus d'après l'opéra Lohengrin
    - Écrit par Richard Wagner

  - Theme from Spider Man
    - Écrit par Bob Harris et Paul Francis Webster
    - Interprété par Michael Bublé
    - Avec l'aimable autorisation de 143/Reprise Records